# Lycaena indica
Lycaena indica är en fjärilsart som beskrevs av Murray 1874. Lycaena indica ingår i släktet Lycaena och familjen juvelvingar. Inga underarter finns listade i Catalogue of Life.